# Vichy-Lyon
Vichy-Lyon est une ancienne course cycliste française, organisée de 1913 à 1933 entre la ville de Vichy dans le département de l'Allier et celle de Lyon dans le département du Rhône, toutes deux en région Auvergne-Rhône-Alpes.

## Palmarès
| Année | Vainqueur         | Deuxième         | Troisième       |
| ----- | ----------------- | ---------------- | --------------- |
| 1913  | Gabriel Rérolle   | Maurice Guibert  | Marcel Berthet  |
| 1932  | Bernardino Scimia | Aldo Bertocco    | Giuseppe Cassin |
| 1933  | Giuseppe Cassin   | Joseph Soffietti | Pascual Martí   |